# アンティオコスとストラトニケ (ダヴィッド)
『アンティオコスの病気の原因を発見したエラシストラトス』（仏: Erasistrate découvrant la cause de la maladie d'Antiochus, 英: Erasistratus Discovering the Cause of Antiochus' Disease）あるいは『アンティオコスとストラトニケ』（仏: Antiochus et Stratonica, 英: Antiochus and Stratonica）は、フランスの新古典主義の巨匠ジャック＝ルイ・ダヴィッドが1774年に制作した歴史画である。油彩。主題はプルタルコスなどの古代の著述家によって言及されているセレウコス朝シリアの王アンティオコス1世の病を治療した医師エラシストラトスのエピソードを取り上げている。ダヴィッド初期の作品で、5度目のローマ大賞の応募作品として制作され、大賞を受賞した。現在はパリの国立高等美術学校に所蔵されている。

## 主題
エラシストラトスによって治療されたアンティオコス1世の物語はプルタルコスの『対比列伝』「デメトリオス伝」での言及がよく知られている。マケドニアの王デメトリアス1世はセレウコス朝シリアの初代王セレウコス1世の求婚を受けて娘のストラトニケを嫁がせた。セレウコス1世に長子アンティオコスを生んだ前妃アパメーはすでに世を去っており、同盟者を必要としていたデメトリオスにとって願ってもない申し出であった。ところが長子アンティオコスは父の後妻ストラトニケへの激しい恋に取りつかれてしまう。アンティオコスは自身の望みがかなえられる見込みがないことに深く絶望し、病気のふりをして食を断ち、餓死することで苦しみから解放されようとした。アンティオコスの主治医エラシストラトスは彼が恋の病に苦しんでいることはすぐに分かったが、その相手が誰であるかはわからなかった。そこでエラシストラトスは見舞いに訪れた客に病床のアンティオコスがどのような反応をするか些細なことも見逃がさないよう注意した。するとアンティオコスはストラトニケが1人で、あるいはセレウコス1世がストラトニケを伴って部屋に入ってきたときだけひどく動揺することに気がついた。すべてを理解したエラシストラトスは意を決してアンティオコスの病の原因を王に告げた。セレウコス1世は驚いたが、ストラトニケを息子と結婚させたという。

## 作品
ダヴィッドは病に伏せる若い王子アンティオコスおよび見舞いに訪れたセレウコス1世とストラトニケを描いている。アンティオコスは画面左の寝台にぐったりと横たわっている。画面右ではストラトニケが立っており、その隣には身を乗り出して愛する我が子を心配するセレウコス1世の姿がある。主治医のエラシストラトスは画面左端の寝台のそばに座り、指をさしてストラトニケの訪問をアンティオコスに教えている。王宮の装飾や建築は壮麗であり、主要人物たちは友人や召使を表す優雅な人物像によって囲まれている。
前年に制作した『セネカの死』に比べて今作品では大きな成長が見られる。『セネカの死』では画面に14人もの人物が描きこまれていたが、『アンティオコスとストラトニケ』では9人に減らされ、整理されたよりシンプルな構図となっている。また『セネカの死』のように大げさなコントラストを使いすぎることもなく、構図における線的印象が強化されている。前景では画面の左右の領域で人物たちのグループがたがいに区別されており、エラシストラトスとストラトニケの間でアンティオコエウと寝台が作る優雅な線の動きが見られる。周囲の友人や召使たちの配置は慎重に定められ、作品全体の雰囲気も静かで、高貴さが漂っている。
『アンティオコスとストラトニケ』はダヴィッドが自身の色彩法を発見しつつあることを示しており、白、青、黄色、赤、金、褐色などの色彩を優雅にかつ滑らかに配色している。素描はしっかりしており、アンティオコスの身体は新鮮で、エラシストラトスの頭部は力強く、ストラトニケの表情の繊細さは魅力的である。ただし光の当て方は不自然さが残り、建築は非常に重々しく均衡を欠いている。

## 来歴
絵画は劇作家ミシェル＝ジャン・セデーヌによって所有され、所有者の死後の1860年にボナパルト家によって3,000フランでセデーヌ家から購入されたのち、パリ国立高等美術学校に移された。

## ギャラリー
ダヴィッドの他のローマ大賞応募作品

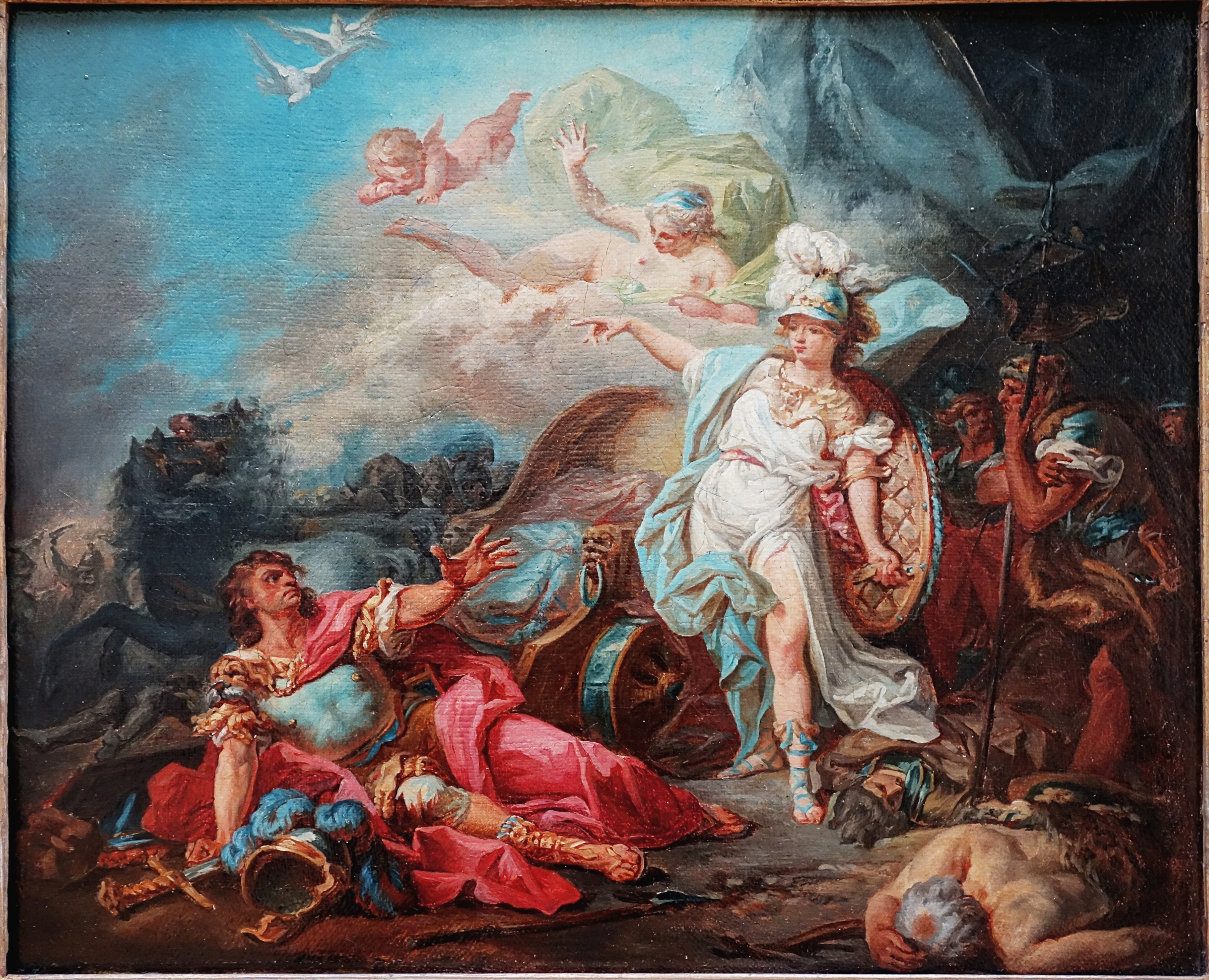
『マルスとミネルヴァの戦い』1771年 ルーヴル美術館所蔵
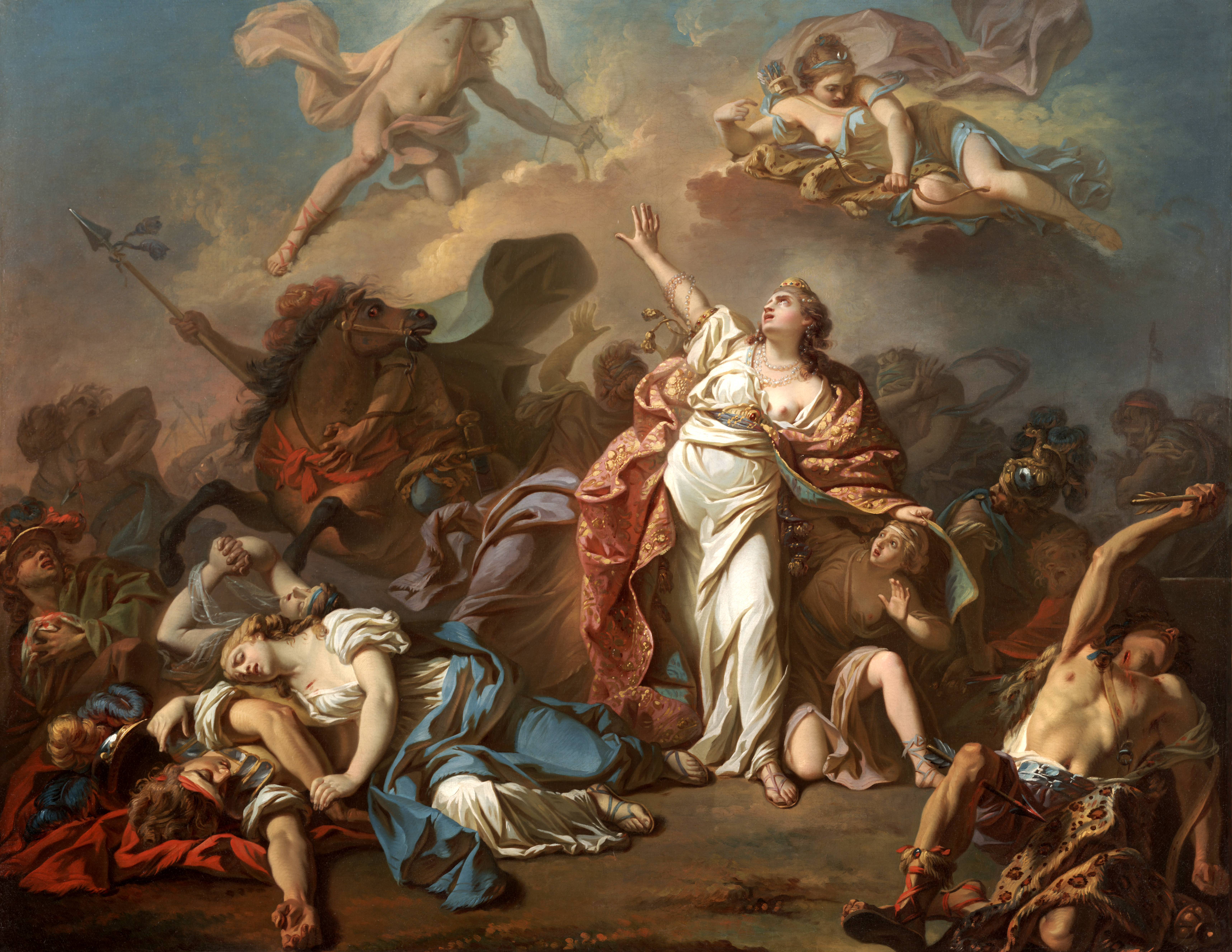
『ニオベの子供たちを射殺すアポロンとアルテミス』1772年 ダラス美術館所蔵
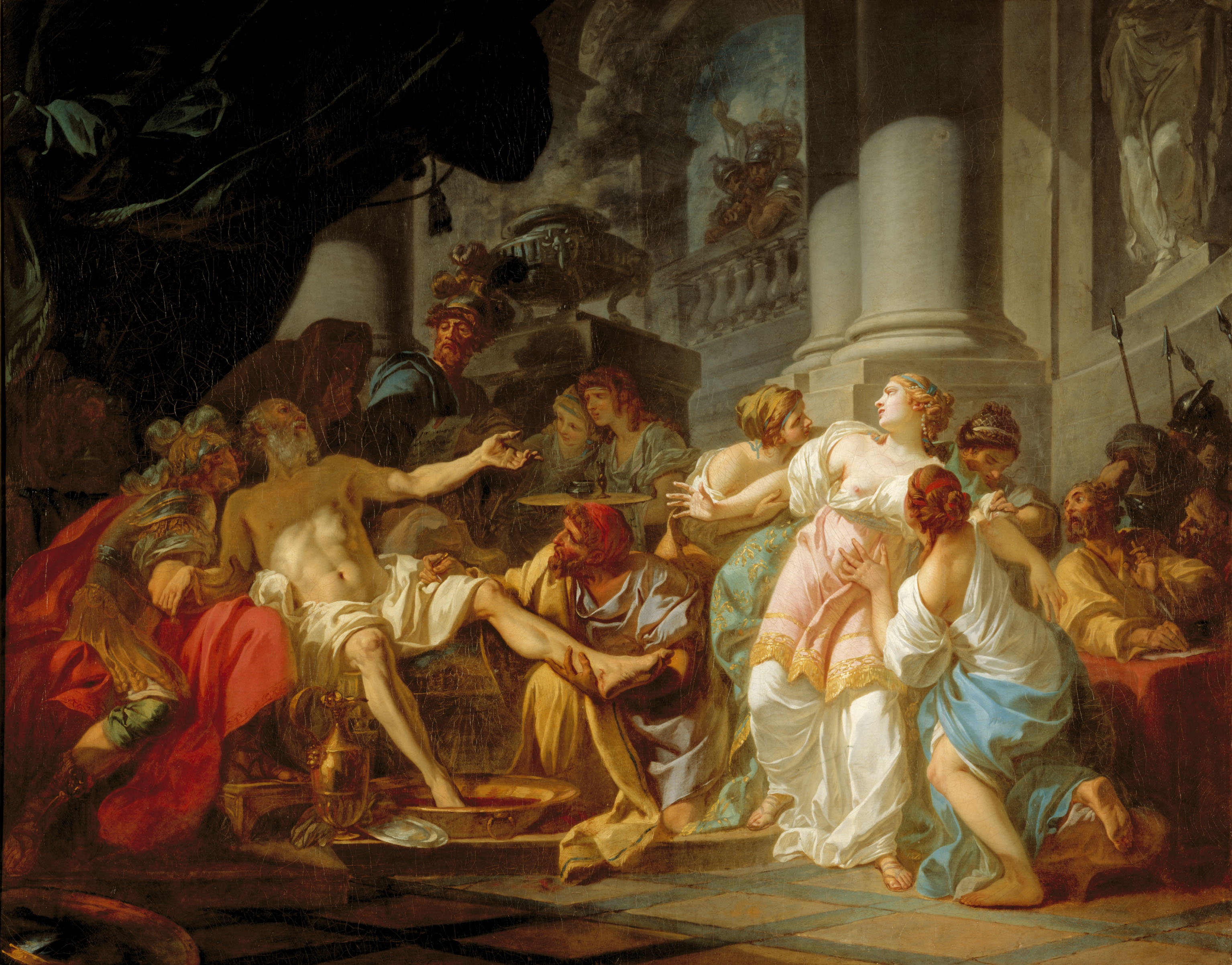
『セネカの死』1773年 パリ市立プティ・パレ美術館所蔵